# Болет, Альберто
Альберто Болет (исп. Alberto J. Bolet; 10 сентября 1905, Гавана — 10 ноября 1999, Тинек, штат Нью-Джерси) — кубинско-американский скрипач и дирижёр. Брат пианиста Хорхе Болета.

## Биография
Альберто Болет учился в различных музыкальных школах Кубы, наиболее значительным из его учителей был Казимиро Сертуча (1880—1950). В 1922 г. сбежал из родительского дома в Европу, чтобы избежать обучения на юридическом факультете, как этого требовал его отец. Учился в Мадридской консерватории у Энрике Фернандеса Арбоса, затем в Парижской консерватории у Фирмена Туша. В середине 1920-х гг. гастролировал как скрипач в Германии, Франции, Италии, Бельгии, Венгрии, в 1926 г. предпринял концертную поездку по США в составе трио. В 1932 г. возглавил камерный оркестр в Сан-Франциско, затем некоторое время работал в Голливуде по приглашению Эрнесто Лекуоны.
В 1936 г. вернулся на Кубу. В 1937—1943 гг. музыкальный руководитель радиостанции CMZ, продирижировал в эфире более чем 300 концертами. Одновременно играл в Гаванском трио вместе с пианистом Альберто Фальконом и виолончелистом Альберто Рольданом. С 1943 г. некоторое время работал ассистентом Эриха Кляйбера в Гаванском филармоническом оркестре, совершенствуя дирижёрское мастерство под руководством известного европейского маэстро. В 1948—1951 гг. дирижёр Испанского балета Анны-Марии, гастролировавшего по всей Латинской Америке.
C 1951 г. главный дирижёр Гаванского филармонического оркестра. В этот период по приглашению Болета с оркестром выступали такие солисты, как Яша Хейфец, Виктория де Лос Анхелес, Андрес Сеговия, Алисия де Ларроча, Никанор Сабалета; по инициативе дирижёра значимой частью репертуара оркестра стали сочинения Игоря Стравинского (впрочем, игранного ещё при первом руководителе оркестра Педро Санхуане), Альберто Хинастеры, Эйтора Вилла-Лобоса.
В январе 1959 г. под угрозой ареста Болет бежал с Кубы, а руководимый им оркестр был закрыт. Некоторое время он жил в Великобритании. В 1963—1968 гг. Болет был главным дирижёром Симфонического оркестра Бильбао; среди молодых музыкантов, поддержанных им на этом посту, были Монтсеррат Кабалье и Сальваторе Аккардо. В дальнейшем Болет работал преимущественно в США: короткое время — в качестве второго дирижёра Далласского симфонического оркестра, а затем как руководитель различных небольших полупрофессиональных оркестров в Калифорнии.
До последних лет жизни Болет был активен в поддержке музыкальной жизни кубинской диаспоры в США.